# 螺線向量場
在向量分析中，一螺線向量場（solenoidal vector field）是一種向量場v，其散度為零：
{\displaystyle \nabla \cdot \mathbf {v} =0\,}。

## 性质
此條件被滿足的情形是若當v具有一向量勢A，即
{\displaystyle \mathbf {v} =\nabla \times \mathbf {A} }
成立時，則原來提及的關係
{\displaystyle \nabla \cdot \mathbf {v} =\nabla \cdot (\nabla \times \mathbf {A} )=0}會自動成立。
邏輯上的反向關係亦成立：任何螺線向量場v，皆存在有一向量勢A，使得{\displaystyle \mathbf {v} =\nabla \times \mathbf {A} }。（嚴格來說，此關係要成立，受限到一些關於v的技術性條件，參見亥姆霍茲分解（Helmholtz decomposition）。）
散度定理能夠針對螺線場給出等價的積分形式定義，亦即：任何閉曲面{\displaystyle S}，通過曲面的淨通量會是零：
{\displaystyle \iint _{S}\mathbf {v} \cdot \,d\mathbf {s} =0}，
其中{\displaystyle \mathrm {d} \mathbf {s} }是法向量朝外的面元。

## 例子
- 磁場B是螺線向量場（參見馬克士威方程組）；
- 不可壓縮流體的速度場是螺線向量場。